# 沙沟尕庄（甲）遗址
沙沟尕庄(甲)遗址，位于中国青海省平安县沙沟乡尕庄村，为青海省市县级文物保护单位，公布日期为1987年6月2日，类型为古遗址。
沙沟尕庄(甲)遗址的历史年代为青铜时代。